# Mutaib bin Abdullah

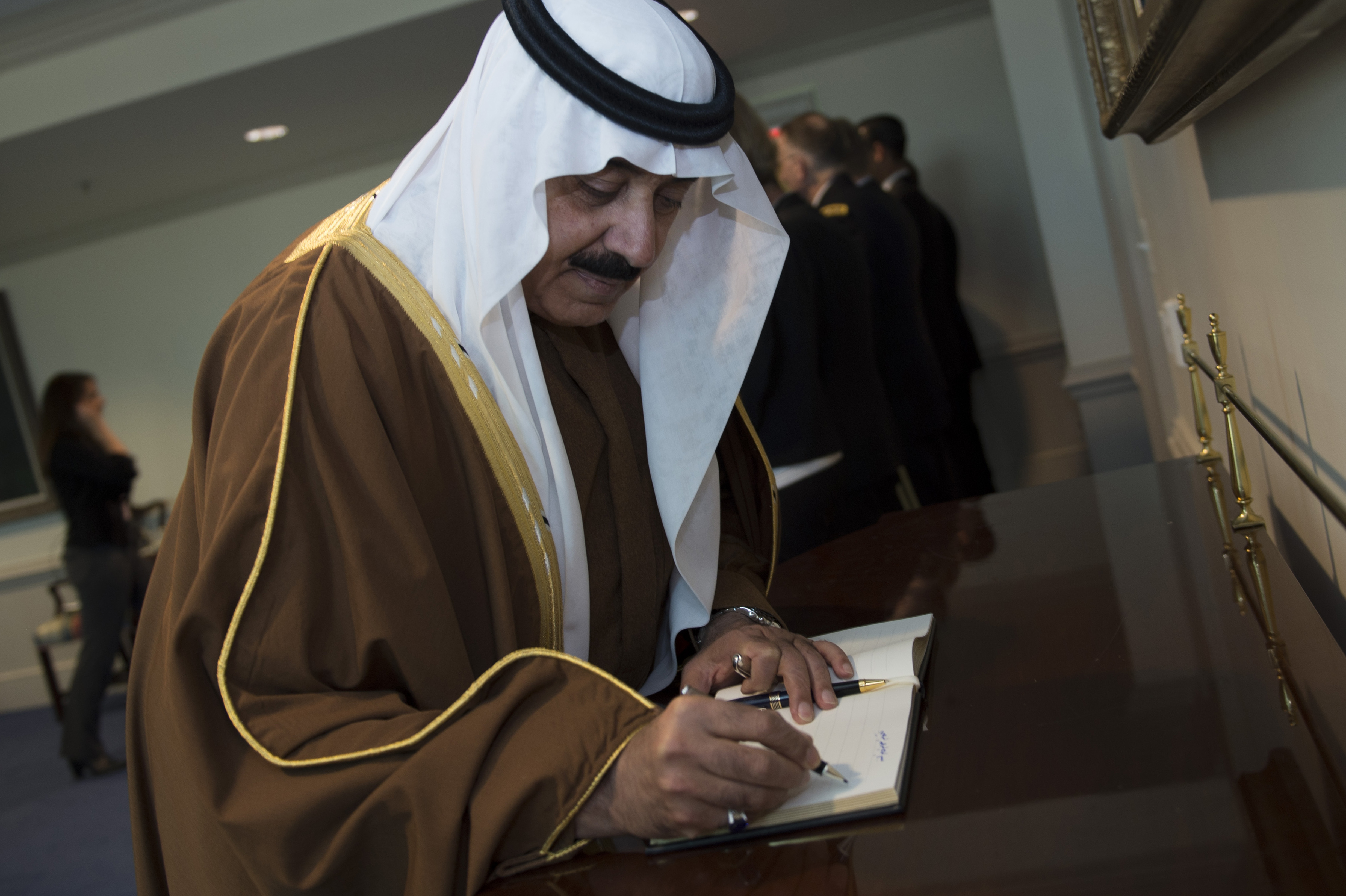
Mutaib bin Abdullah

Prinz Mutaib II bin Abdullah bin Abdulaziz Al Saud (arabisch متعب بن عبد الله بن عبد العزيز آل سعود, DMG Mutʿib b. ʿAbd Allāh b. ʿAbd  al-ʿAzīz Āl Saʿūd; * 26. März 1952) ist ein saudi-arabischer Politiker und Angehöriger der saudi-arabischen Streitkräfte.

## Leben
Mutaib ist ein Sohn des Königs Abdullah. Seine Mutter ist Munira Al Utayshan. Er besuchte die Royal Military Academy Sandhurst und absolvierte 1974 eine militärische Laufbahn zum Leutnant. In King Khalid Military City absolvierte er weitere Studien für seine militärische Fortbildung. Im Laufe seiner militärischen Karriere stieg er bis zum Kommandant der Nationalgarde in Saudi-Arabien auf. Am 27. Mai 2013 wurde die Nationalgarde im Rahmen einer Reorganisation in ein Ministerium umgewandelt, gleichzeitig wurde Prinz Mutaib zu ihrem Minister ernannt. Dieses Amt übte er bis zum 4. November 2017 aus, als er bei den Massenverhaftungen im Zuge der Antikorruptionskampagne verhaftet wurde. Am 28. November 2017 wurde er gegen die Zahlung einer hohen Summe, die vermutlich mehr als eine Milliarde US-Dollar beträgt, freigelassen.
Er ist mit seiner Cousine Jawahir bint Abdullah verheiratet und Vater von 3 Töchtern und 3 Söhnen. Sein Sohn Abdullah ist als Springreiter international erfolgreich.